# Marina Salye
Marina Yevguényevna Salyé (en ruso: Мари́на Евге́ньевна Салье́; 19 de octubre de 1934 - 21 de marzo de 2012) fue una geóloga y política rusa, habiendo sido diputada de la Asamblea legislativa de San Petersburgo. También fue una de las diputadas en el Congreso de los Diputados del Pueblo de Rusia (RSFSR) hasta septiembre de 1993, cuando el Congreso fue disuelto. Salye fue una de las dirigentes de los radicales progrupo de reforma Demócratas Radicales.

## Biografía
En 1992, Salyé encabezó una comisión especial en San Petersburgo, que basándose en los documentos firmados por Vladímir Putin, entonces presidente del Comité de Relaciones Exteriores de la ciudad, y por su vicepresidente, la ciudad había exportado tierras raras, productos de aceite y otros materiales crudos por encima de 100 millones de dólares. Eran contratos de permuta. A cambio, la ciudad, donde había escasez de alimentos, tenía que haber recibido entregas de productos de alimentación, pero que nunca se materializaron.
Marina Salyé criticó a Putin en los medios de comunicación hasta que en 2000, cuándo Putin fue elegido presidente. Entonces se exilió a un pueblo remoto y no habló a periodistas por diez años.
En marzo de 2010, dio una entrevista a radio Liberty. Con el tiempo había escrito memorias y las fue completando. Sus memorias se basaban en archivos documentales que contienen decisiones ilegales de la administración de ciudad que incluye a Vladímir Putin.
Ese mismo mes, Salyé firmó el manifiesto anti-Putin de la oposición rusa "Putin tiene que irse". Poco antes de su muerte, también se unió al Partido de la Libertad Popular.  Reclamó que entre los años 1990-93 los miembros de Lensovet encontraron que Vladímir Chúrov, jefe del Comité Central Electoral de Rusia, e Ígor Artémiev, cabeza del Servicio Federal Antimonopolio de Rusia, trabajaban para el KGB.

## Honores y premios
- Medalla Conmemorativa del 50.º Aniversario de la Victoria en la Gran Guerra Patria de 1941-1945
- Medalla Conmemorativa del 60.º Aniversario de la Victoria en la Gran Guerra Patria de 1941-1945
- Medalla Conmemorativa del 65.º Aniversario de la Victoria en la Gran Guerra Patria de 1941-1945
- Medalla Conmemorativa del 300.º Aniversario de San Petersburgo
- Medalla Conmemorativa del 250.º Aniversario de Leningrado
- Insignia conmemorativa de residente del Leningrado sitiado